# Echanella
Echanella é um gênero de traça pertencente à família Arctiidae.